# 상류반
| 성문4과           | 10결의 조복과 단멸 (팔리어 대장경에 따른) | 10결의 조복과 단멸 (팔리어 대장경에 따른)          | 10결의 조복과 단멸 (팔리어 대장경에 따른) | 윤회                       |
| 예류과 (수다원)   | 5하분결                                   | 1. 유신견결 2. 의결 3. 계금취견결                  | 단멸                                      | 인간도와 천상도에 최대 7생 |
| 일래과 (사다함)   | 5하분결                                   | 4. 욕탐결 5. 진에결 (10. 무명결)                   | 조복                                      | 인간도에 최대 1생          |
| 불환과 (아나함)   | 5하분결                                   | 4. 욕탐결 5. 진에결 (10. 무명결)                   | 단멸                                      | 청정한 곳에 최대 1생       |
| 아라한과 (아라한) | 5상분결                                   | 6. 색탐결 7. 무색탐결 8. 만결 9. 도거결 10. 무명결 | 단멸                                      | 윤회하지 않음              |

상류반(上流般), 산스크리트어: ūrdhvasrota-parinirvāyin, ūrdhvaṃ-srotṛ, ūrdhvaṃ-srotas, ūrdhva-srotas, 영어: traverse upwards against the flow, nirvāṇa countering the flow), 상류반열반(上流般涅槃), 상류색구경(上流色究竟), 상류아가니타반열반(上流阿迦尼吒般涅槃) 또는 상류보특가라(上流補特伽羅)는 불교에서 불환과를 증득한 성자, 즉, 불환 즉 아나함을 열반에 이르기까지의 과정에 따라 구분한 유형 중의 하나로, 불환과를 증득한 상태에서 욕계에서 생을 마친 후 색계의 어느 처소[地, 天]에 태어나지만 그 처소에서는 열반[般, 반열반]을 증득하지 못하여 상류(上流)하여 즉 보다 상위의 처소[上地]로 전생(轉生)하여 비로소 열반을 증득하는 유형을 말한다.
달리 말하면, 번뇌를 끊기 위해 노력하지만 4선 · 4무색정을 애호하여 함께 수행하면서 열반으로 나아가던 중 명종(命終)의 인연으로 인해 생을 마쳐 색계에서 태어나, 아직 끊지 못하고 남은 번뇌인 5상분결을 끊기 위해 노력하지만 애호하는 4선 · 4무색정의 성취를 얻기도 노력하여 그 결과, 욕계에서 목숨을 마쳤을 때 태어난 천(天) 뿐 아니라 다른 상위의 천들에도 태어나면서 계속 노력하여, 최대한을 들어서 말하자면, 마침내 4선을 완전히 터득한 경지인 색구경천(色究竟天)이나 4선과 4무색정을 함께 완전히 터득한 경지인 유정천(有頂天) 즉 비상비비상천에서 아라한과를 증득하는, 즉, 열반에 드는 유형이다.
상류반에는 낙혜(樂慧, 혜 즉 비발사나를 즐기는 자)와 낙정(樂定, 정 즉 사마타를 즐기는 자)의 2가지 유형이 있다. 낙혜는 4선을 닦기를 특히 즐겨하여 색구경천에서 열반에 드는 상류반이고, 낙정은 선정 즉 4선과 4무색정을 모두 닦기를 즐겨하여 유정천에서 열반에 드는 상류반이다.
상류반, 즉, 낙혜와 낙정은 색구경천이나 유정천에 이르러서 거기에서 비로소 열반하기 전에 색계와 무색계의 천들을 얼마나 많이 거치는가에 따라 전초(全超) · 반초(半超) · 변몰(遍歿)의 3가지 유형으로 구분한다.
| 4향4과   | 단멸한 번뇌                                                    | 단멸에 소요되는 생                     | 별도 명칭                                  |
| 예류향   | 견혹                                                           | 알 수 없음, 견혹은 단박(16심)에 끊어짐 |                                            |
| 예류과   | 견혹                                                           | 알 수 없음, 견혹은 단박(16심)에 끊어짐 |                                            |
| 일래향   | 욕계 수혹 ① 상상품(上上品)                                     | 최대 2생                               |                                            |
| 일래향   | 욕계 수혹 ② 상중품(上中品)                                     | 최대 1생                               |                                            |
| 일래향   | 욕계 수혹 ③ 상하품(上下品)                                     | 최대 1생                               | 가가 · 3생가가                             |
| 일래향   | 욕계 수혹 ④ 중상품(中上品)                                     | 최대 1생                               | 가가 · 2생가가                             |
| 일래향   | 욕계 수혹 ⑤ 중중품(中中品)                                     | 최대 1생                               |                                            |
| 일래과   | 욕계 수혹 ⑥ 중하품(中下品)                                     | 최대 1생                               |                                            |
| 불환향   | 욕계 수혹 ⑦ 하상품(下上品)                                     | 최대 1생                               | 일간                                       |
| 불환향   | 욕계 수혹 ⑧ 하중품(下中品)                                     | 최대 1생                               | 일간                                       |
| 불환과   | 욕계 수혹 ⑨ 하하품(下下品)                                     | 최대 1생                               | 중반 생반 유행반 무행반 상류반 행무색 현반 |
| 아라한향 | 색계 초선 수혹 9품                                             | 최대 1생                               |                                            |
| 아라한향 | 색계 제2선 수혹 9품                                            | 최대 1생                               |                                            |
| 아라한향 | 색계 제3선 수혹 9품                                            | 최대 1생                               |                                            |
| 아라한향 | 색계 제4선 수혹 9품                                            | 최대 1생                               |                                            |
| 아라한향 | 무색계 공무변처지 수혹 9품                                     | 최대 1생                               |                                            |
| 아라한향 | 무색계 식무변처지 수혹 9품                                     | 최대 1생                               |                                            |
| 아라한향 | 무색계 무소유처지 수혹 9품                                     | 최대 1생                               |                                            |
| 아라한향 | 무색계 비상비비상처지 수혹 8품                                 | 최대 1생                               |                                            |
| 아라한과 | 무색계 비상비비상처지 수혹 제9품                               | 최대 1생                               | 금강유정                                   |
| 합계     | 욕계 수혹 9품 색계 수혹 36품 무색계 수혹 36품 3계 수혹 총 81품 | 견도 후 열반까지 최대 7생              |                                            |

상류반(上流般)은 다음의 분류 또는 체계에 속한다.
- 불환 즉 아나함, 즉, 불환과를 증득한 성자들 중의 한 부류이다.
- ① 중반(中般) ② 생반(生般) ③ 유행반(有行般) ④ 무행반(無行般) ⑤ 상류반(上流般)의 5종불환(五種不還) 또는 5불환과(五不還果) 중의 하나이다.
- ① 중반(中般) ② 생반(生般) ③ 유행반(有行般) ④ 무행반(無行般) ⑤ 상류반(上流般) ⑥ 현반(現般)의 6종불환(六種不還) 중의 하나이다.
- ① 중반(中般) ② 생반(生般) ③ 유행반(有行般) ④ 무행반(無行般) ⑤ 상류반(上流般) ⑥ 행무색(行無色 = 무색반 無色般) ⑦ 현반(現般)의 7종불환(七種不還) 중의 하나이다.
- ① 중반(中般) ② 생반(生般) ③ 유행반(有行般) ④ 무행반(無行般) ⑤ 상류반(上流般) ⑥ 행무색(行無色 = 무색반 無色般) ⑦ 현반(現般) ⑧ 부정반(不定般)의 8종불환(八種不還) 중의 하나이다.
- ① 현반(現般) ② 전세(轉世) ③ 중반(中般) ④ 생반(生般) ⑤ 유행반(有行般) ⑥ 무행반(無行般) ⑦ 낙혜(樂慧) ⑧ 낙정(樂定) ⑨ 신해(信解) ⑩ 견지(見至) ⑪ 신증(身證)의 11종불환(十一種不還) 중의 하나이다.

## 상류반의 2유형: 낙혜와 낙정
상류반에는 낙혜(樂慧, 혜 즉 비발사나를 즐기는 자)와 낙정(樂定, 정 즉 사마타를 즐기는 자)의 2가지 유형이 있다. 이 두 유형을 요혜(樂慧, 혜 즉 비발사나를 좋아하는 자) · 요정(樂定, 정 즉 사마타를 좋아하는 자)이라고도 한다.
낙혜는 색계의 최고천인 색구경천에서 열반에 드는 자로서 관(觀)이 뛰어나고 그것을 즐기는 관행자(觀行者)이며 색계의 상류반이라고도 한다. 낙정은 무색계 또는 3계의 최고천인 유정천(비상비비상천)에서 열반에 드는 자로서 지(止)가 뛰어나고 그것을 즐기는 지행자(止行者)이며, 무색계의 상류반이라고도 한다.
예를 들어, 불환과를 증득한 성자가 욕계에 있을 때  이미 색계 4선을 성취했는데 어떤 인연을 만나 위의 3선 즉 제2선 · 제3선 · 제4선에서 물러나고 색계 초선에 대한 애미(愛味, 애착과 미착)가 있는 상태에서 명종(命終)의 인연으로 인해 생을 마쳤을 때, 이러한 애미가 인연이 되어 색계 초선에 태어나는 경우가 있다. 이 성자가 태어난 곳인 초선의 처소에서 열반을 증득하면, 번뇌와 근기를 토대로 열반의 증득이 빠르고 늦음에 따라 구분하는 생반 · 유행반 · 무행반 중 하나로 불리게 된다. 그런데 이 성자가 초선의 처소에서 열반을 증득하지 못하고 이전에 욕계에서 익힌 관습의 세력에 의해 다시 제2선을 닦아 성취한 후 초선에서 생을 마치면 바로 위 상지(上地)인 색계의 제2선천의 처소에 태어나고, 제3선을 닦아 성취한 후 초선에서 생을 마치면 한 지(地)를 건너 뛴 상지인 색계의 제3선천의 처소에 태어나고, 제4선을 닦아 성취한 후 초선에서 생을 마치면 두 지(地)를 건너 뛴 상지인 색계의 제4선천의 처소에 태어난다. 제4선천에 그 처소로 7천 또는 8천이 있지만 최후의 천인 색구경천(色究竟天)을 대표적으로 들어 말하자면, 제4선을 닦아 성취한 후 초선에서 생을 마치면 색구경천에 든 후 거기에서 비로소 열반에 들어간다. 이러한 경우가, 즉, 색계의 태어난 처소보다 상위의 처소에서 열반하는 경우가 상류(上流)하여 비로소 열반을 증득하는 유형, 즉 상류반에 해당한다. 그리고 색구경천에서 열반에 드는 것이므로 낙혜 즉 색계의 상류반에 해당한다.
보다 정확히 말하자면, 색구경천이 아닌 색계 어디에서건 열반에 들 수 있는데, 다만 대표적으로 색계의 가장 높은 천인 색구경천을 들어, 색계의 상류반이란 태어난 색계의 처소에서 상지인 색구경천으로 전생하여 거기에서 열반에 드는 것이라고 표현한다.
또는, 불환과를 증득한 성자가 욕계에서 생을 마친 후 색계에서 태어나고, 색계에서 수행하여 4무색정을 성취한 후 목숨을 마쳐 유정천(有頂天), 즉, 무색계 제4천인 비상비비상처에서 태어나 비로소 열반을 증득하는 경우, 즉, 무색계에서 열반하는 경우도 상류(上流)하여 비로소 열반을 증득하는 유형, 즉 상류반에 해당한다. 그리고 유정천에서 열반에 드는 것이므로 낙정 즉 무색계의 상류반에 해당한다.
보다 정확히 말하자면, 유정천이 아닌 무색계 어디에서건 열반에 들 수 있는데, 다만 대표적으로 무색계의 가장 높은 천인 유정천을 들어, 무색계의 상류반이란 태어난 색계의 처소에서 상지인 유정천으로 전생하여 거기에서 열반에 드는 것이라고 표현한다.

## 상류반의 3유형: 전초 · 반초 · 변몰
상류반, 즉, 낙혜와 낙정, 즉, 색계의 상류반과 무색계의 상류반은 색구경천이나 유정천에 이르러서 거기에서 비로소 열반하기 전에 색계와 무색계의 천(天)들을 얼마나 많이 거치는가에 따라 전초(全超) · 반초(半超) · 변몰(遍歿)의 3가지 유형으로 구분한다.
낙혜 즉 색계의 상류반을 들어 말하자면, 전초(全超)는 '모든 천을 초월한다'는 뜻으로, 색계의 제1천인 범중천(梵衆天)에서 태어나서 제4선을 완전히 닦은 후 생을 마쳐서 바로 색구경천에 태어나는 것을 뜻한다. 즉, 색계에 16천 또는 17천이 있는데, 제1천과 마지막의 색구경천을 제외한 14천 또는 15천을 건너뛰어 제1천 범중천에서 색구경천으로 다시 태어나서 열반에 드는 것이 전초이다. 즉, 욕계에서 불환과를 증득한 생을 제외하면, 불환과를 증득한 이후 1번째 생 즉 바로 다음 생에서 열반에 드는 것이다.
반초(半超)는 '일부 천을 초월한다'는 뜻으로, 색계의 제1천인 범중천에서 태어나서 4선을 닦은 후 생을 마쳐서 그 닦은 바에 따라 해당하는 천, 즉, 색구경천 아래의 해당하는 천에 태어난 후, 그곳에서 제4선을 완전히 닦아 생을 마쳐서 색구경천에 태어나는 것을 뜻한다. 즉, 색계에 16천 또는 17천이 있는데, 제1천과 마지막의 색구경천을 제외한 14천 또는 15천 중 어느 한 곳이나 다수에서 태어난 후 최종적으로 색구경천으로 다시 태어나서 열반에 드는 것이 반초이다. 달리 말해, 최소로는 중간의 천 하나를 거치거나, 최대로는 중간의 천 13개 또는 14개를 거쳐서(14개 또는 15개를 거치면 변몰이 된다.) 최종적으로 색구경천에 태어나는 것이다. 즉, 욕계에서 불환과를 증득한 생을 제외하면, 불환과를 증득한 이후 2번째~15번째 생 또는 2번째~16번째 생에서 열반에 드는 것이다.
변몰(遍歿)은 '모든 천에서 죽는다'는 뜻으로, 색계의 제1천인 범중천에서 태어나서 선정을 닦고 생을 마친 후 그 과보로서 색계의 제2천인 범보천(梵輔天)에 태어나고, 범보천에서 다시 좀 더 향상된 선정을 닦고 생을 마친 후 제3천에 태어나는 식으로 모든 천을 다 거쳐서 최종적으로 색구경천에 태어나는 것을 뜻한다. 즉, 색계에 16천 또는 17천이 있는데, 제1천과 마지막의 색구경천을 제외한 14천 또는 15천 모두에 한 번씩  태어난 후 최종적으로 색구경천으로 다시 태어나서 열반에 드는 것이 변몰이다. 달리 말해, 중간의 천 14개 또는 15개를 거쳐서 최종적으로 색구경천에 태어나는 것이다. 즉, 욕계에서 불환과를 증득한 생을 제외하면, 불환과를 증득한 이후 16번째 생 또는 17번째 생에서 열반에 드는 것이다. 변몰은 한편으로는 그만큼 열반이 늦어지지만, 모든 선정을 다 섭렵하여 완전히 익힌다는 점에서는 크나큰 이점이 있다고 할 수 있다.
낙정 즉 무색계의 상류반의 전초 · 반초 · 변몰은 낙혜 즉 색계의 상류반에 준하여 생각하면 된다. 예를 들어, 낙정의 변몰은 색계 제1천인 범중천에서 태어난 후 4선을 닦으면서 5정거천(5정거천에 색구경천이 포함된다.)을 제외한 다른 색계의 천에 모두 한 번씩 태어나 거치고 그 후에는 다시 3무색정의  무색계 천들에 태어나 거치고 최종적으로 제4무색정에 해당하는 유정천에 태어나 열반에 든다.
여기서 유의할 점으로는, 5상분결을 끊는데는 최대 1생이 소요되지만 선정력을 최대한으로 수습하는데는 낙혜의 변몰의 경우에서 보듯이 최대 16생 또는 17생이 소요된다는 것이다. 5상분결을 끊은 것, 즉, 번뇌장을 끊은 것이 혜해탈이고, 대체로 말해,  변몰의 경우처럼 모든 선정을 완전히 수습하여 해탈장 즉 정장(定障)을 끊은 것이 8해탈 즉 심해탈이다. 엄밀히는, 낙혜의 변몰은 색계 4선을 완전히 수습한 것이며 무색계 4무색정을 완전히 수습했는지 아닌지는 각 개인에 따른 것이므로, 진정한 8해탈 즉 심해탈이라고 칭할지 못할 수도 있다. 낙정의 변몰은 진정한 8해탈 즉 심해탈이다.

## 상류반과 색계 · 무색계
위에서, 상류반을 정의하면서 색계에 태어나서 열반에 드는 유형 중 하나라고 하였는데, 엄밀히 말해 이것은 틀린 말이다. 다만 설명의 편의를 위해 색계만을 든 것이다. 
불환 즉 아나함은 크게 색계로 가서 열반에 드는 자[行色, 색계에 태어나서 열반에 드는 자]와 무색계로 가서 열반에 드는 자[行無色, 무색계에 태어나서 열반에 드는 자]로 나눌 수 있다. 즉, 욕계에 있을 때 욕계의 탐 · 진 · 치 · 만 등의 욕계의 수혹만 떠난 경우에는 목숨을 마친 후 색계에 태어나고, 욕계에 있을 때 욕계의 수혹 뿐 아니라 색계의 탐 · 치 · 만 등의 색계의 수혹도 떠난 경우에는 무색계에 태어난다.(참고: 초월증(超越證))
|          | 수혹                | 욕계                                      | 색계                                 | 무색계                               |        |
| -------- | ------------------- | ----------------------------------------- | ------------------------------------ | ------------------------------------ | ------ |
| 부파불교 | 98수면 중 수혹      | 탐 · 진 · 만 · 무명 (4)                   | 탐 · 만 · 무명 (3)                   | 탐 · 만 · 무명 (3)                   | 10가지 |
| 대승불교 | 128근본번뇌 중 수혹 | 탐 · 진 · 만 · 무명 · 유신견 · 변집견 (6) | 탐 · 만 · 무명 · 유신견 · 변집견 (5) | 탐 · 만 · 무명 · 유신견 · 변집견 (5) | 16가지 |

색계로 가서 열반에 드는 불환의 유형에는 중반 · 생반 · 유행반 · 무행반 · 상류반의 5가지 유형이 있고, 이들을 통칭하여 5종불환(五種不還)이라 한다.
욕계와 색계는 각각 중유가 있지만 무색계에는 중유가 없기 때문에 무색계로 가서 열반에 드는 불환의 유형에는 생반 · 유행반 · 무행반 · 상류반의 4가지 유형이 있다.
색계로 가서 열반에 드는 자를 전통적인 용어로 행색(行色, 산스크리트어: rūpa-ga) 또는 행색계(行色界, 산스크리트어: rūpōpaga)라고 하고, 무색계로 가서 열반에 드는 자를 전통적인 용어로 행무색(行無色, 산스크리트어: ārūpya-ga), 행무색계(行無色界) 또는 무색반(無色般)이라고 한다.

## 같이 보기
- 성자 (불교)
- 4향4과(四向四果)
- 불환향
- 불환과
- 아라한향
- 아라한과
- 7성(七聖)
- 18유학(十八有學)
- 6종아라한(六種阿羅漢)
- 9무학(九無學)